# Disporopsis
Disporopsis je biljni rod od 10 vrsta trajnica iz porodice Asparagaceae. Rod je raširen u Kini, Indokini i Filipinima.
Osam vrsta su po životnom obliku rizomski geofiti, s dva hemikriptofita (D. fuscopicta i D. luzoniensis)
1. Disporopsis aspersa (Hua) Engl. ex Diels
2. Disporopsis bakerorum Floden
3. Disporopsis bodinieri (H.Lév.) Floden
4. Disporopsis fuscopicta Hance
5. Disporopsis jinfushanensis Z.Y.Liu
6. Disporopsis longifolia Craib
7. Disporopsis luzoniensis (Merr.) J.M.H.Shaw
8. Disporopsis pernyi (Hua) Diels
9. Disporopsis undulata Tamura & Ogisu
10. Disporopsis yui Floden